# Teemu Suninen
Teemu Suninen est un pilote de rallye finlandais né le 1er février 1994 à Tuusula.

## Carrière en rallye

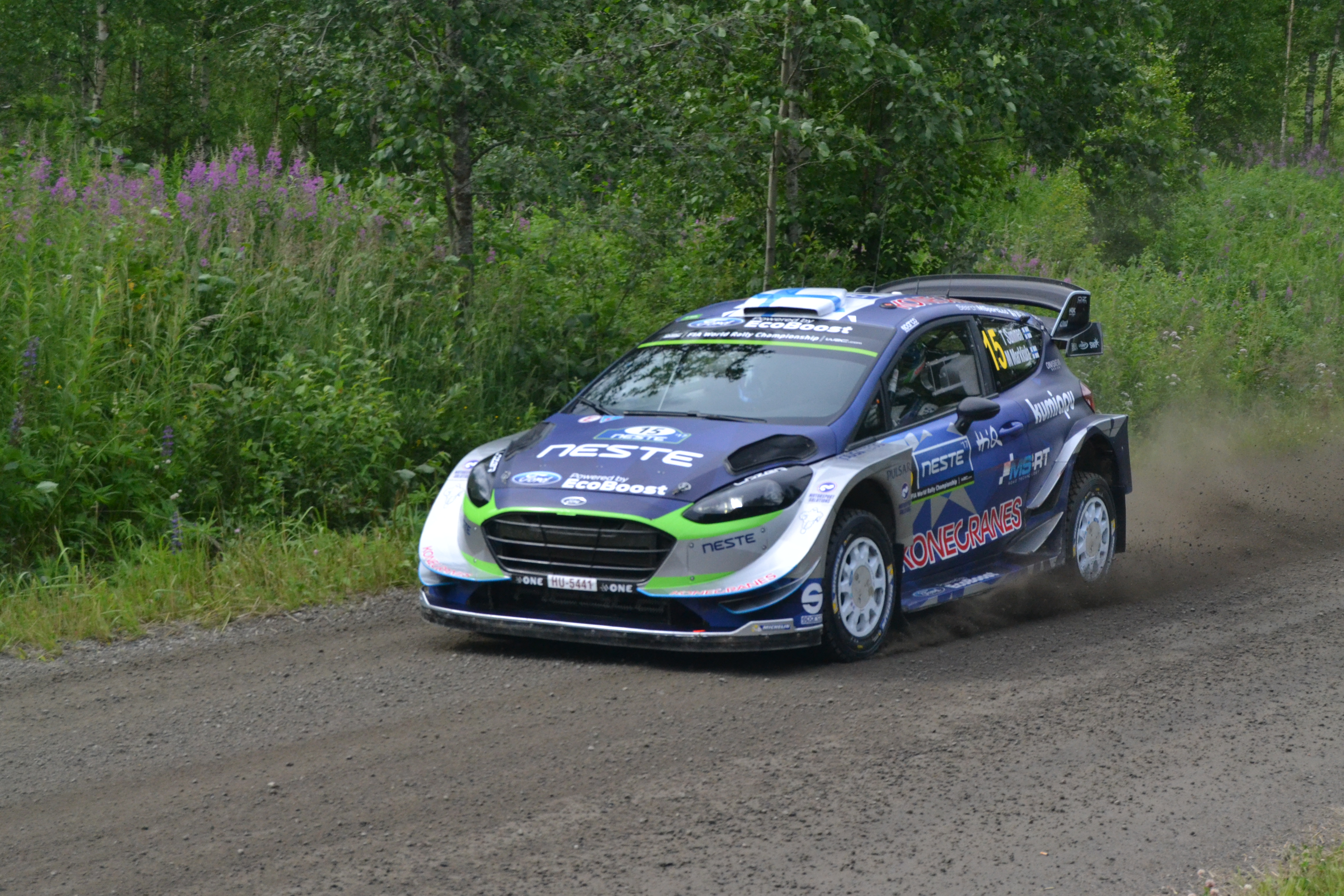
Teemu Suninen au rallye de Finlande 2017.

Suninen commence sa carrière au championnat de Finlande en 2013. En 2014, il participe à son premier rallye WRC au rallye de Finlande où il termine 17e. L'année suivante il est engagé sur le championnat WRC-2 où il partage la saison entre l'équipe Oreca et TGS Worldwide tout comme en 2016 où termine deuxième au classement général.
2017 marque son arrivée chez M-Sport, d'abord en WRC-2 puis en WRC à partir du rallye de Pologne, où il signe son premier scratch. Il termine au pied du podium au rallye de Finlande et se classe finalement 14e avec 29 points pour cette année 2017 mais surtout 3e ex æquo avec Jan Kopecký au championnat WRC-2 derrière Tidemand et Camilli.
Après un rallye Monte-Carlo en WRC-2, Suninen se voit engagé en WRC et classé dans les points dès le second rallye de la saison 2018, en Suède. Mais, avec une 3e place au rallye du Portugal, il monte enfin sur son premier podium.

## Résultats en WRC
| Saison | Rallye | Rallye | Rallye | Rallye | Rallye | Rallye | Rallye | Rallye | Rallye | Rallye | Rallye | Rallye | Rallye | Rallye | Rallye | Points | Classement final |
| ------ | ------ | ------ | ------ | ------ | ------ | ------ | ------ | ------ | ------ | ------ | ------ | ------ | ------ | ------ | ------ | ------ | ---------------- |
| 2017   | MON    | SUE    | MEX    | FRA    | ARG    | POR    | ITA    | POL    | FIN    | ALL    | ESP    | GBR    | AUS    |        |        | 29     | 14e              |
| 2017   | -      | 10e    | -      | 8e     | -      | 12e    | -      | 6e     | 4e     | 16e    | 8e     | 31e    | -      |        |        | 29     | 14e              |
| 2018   | MON    | SUE    | MEX    | FRA    | ARG    | POR    | ITA    | FIN    | ALL    | TUR    | GBR    | ESP    | AUS    |        |        | 54     | 12e              |
| 2018   | 18e    | 8e     | 12e    | -      | 9e     | 3e     | 10e    | 6e     | 5e     | 4e     | Ab.    | 11e    | -      |        |        | 54     | 12e              |
| 2019   | MON    | SWE    | MEX    | FRA    | ARG    | CHI    | POR    | ITA    | FIN    | GER    | TUR    | GBR    | ESP    | AUS    |        | 89     | 9e               |
| 2019   | 11e    | 23e    | Ab.    | 5e     | 7e     | 5e     | 4e     | 2e     | 8e     | 29e    | 4e     | Ab.    | 7e     | An.    |        | 89     | 9e               |
| 2020   | MON    | SWE    | MEX    | EST    | TUR    | ITA    | BEL    | ITA    |        |        |        |        |        |        |        | 44     | 7e               |
| 2020   | 8e     | 8e     | 3e     | 6e     | Ab.    | 5e     | An.    | Ab.    |        |        |        |        |        |        |        | 44     | 7e               |
| 2021   | MON    | FIN    | CRO    | POR    | ITA    | KEN    | EST    | BEL    | GRE    | FIN    | ESP    | ITA    |        |        |        | 29     | 11e              |
| 2021   | Ab.    | 8e     | 10e    | 8e     | 31e    | -      | 6e     | -      | -      | 8e     | -      | 6e     |        |        |        | 29     | 11e              |